# Portada/efemèride juny 15
Adela Pankhurst
« 14 de juny · 15 de juny · 16 de juny »